# Lancia Beta Trevi
Lancia Beta Trevi es un automóvil de turismo fabricado por la marca italiana Lancia entre los años 1980 y 1984. En varios países fue comercializado simplemente como Lancia Trevi.
El Beta Trevi fue presentado por Lancia en el Salón del Automóvil de Turín en mayo de 1980. Es una berlina media alta que deriva en gran parte del Lancia Beta de dos volúmenes, con un gran trabajo en la parte posterior para añadir un tercer volumen al chasis. El Beta Trevi se comercializó hasta 1984 con un total de 40.628 unidades vendidas.

## Motores[5]
| Modelo      | Cilindrada | Potencia         | Torque           | Nota      | Vel. Max./0–100 km/h/s     |
| ----------- | ---------- | ---------------- | ---------------- | --------- | -------------------------- |
| 1.6 8V      | 1585 cc    | 100 hp @5800 rpm | 134 Nm @3000 rpm | 1980–1984 | 170 km/h (106 mph) /n/a    |
| 2.0 8V      | 1995 cc    | 114 hp @5500 rpm | 176 Nm @2800 rpm | 1981–1984 | 176 km/h (109 mph) /10.4   |
| 2.0 8V i.e. | 1995 cc    | 121 hp @5500 rpm | 176 Nm @2800 rpm | 1981–1984 | 180 km/h (111,8 mph) /10.2 |
| VX          | 1995 cc    | 136 hp @5500 rpm | 206 Nm @3000 rpm | 1981–1984 | 190 km/h (118,1 mph) /n/a  |

## Producción
| Versión                             | Años      | Producción |
| ----------------------------------- | --------- | ---------- |
| Beta Trevi 1600 series I            | 1980–1983 | 12.836     |
| Beta Trevi 2000 y 2000 i.e. serie I | 1980–1983 | 17.364     |
| Trevi 1600 serie II                 | 1983–1984 | 2.951      |
| Trevi 2000 i.e. series II           | 1983–1984 | 3.633      |
| Beta Trevi Volumex serie I-II       | 1982–1984 | 3.844      |
| Total                               | Total     | 40.628     |